# Dalip Singh Saund
Dalip Singh Saund (ur. 20 września 1899 w Amritsar w Indiach, zm. 22 kwietnia 1973 w Los Angeles) – amerykański polityk, członek Partii Demokratycznej.

## Działalność polityczna
W okresie od 3 stycznia 1957 do 3 stycznia 1963 przez trzy kadencje był przedstawicielem 29. okręgu wyborczego w Kalifornii w Izbie Reprezentantów Stanów Zjednoczonych.